# Жирардо, Эльза
Эльза Жирардо (фр. Elsa Girardot; 21 февраля 1973 — 22 октября 2017) — французская фехтовальщица-шпажистка, призёрка чемпионата мира.

## Биография
Родилась в 1973 году. В 1996 году была запасным членом французской сборной на Олимпийских играх в Атланте. В 1997 году завоевала бронзовую медаль чемпионата мира.